# 朝鲜—俄罗斯关系
朝俄关系（俄语：Российско-северокорейские отношения；朝鲜语：／；韩语：／），泛指朝鲜民主主义人民共和国與俄罗斯联邦的雙邊關係，亦包含歷史上朝鮮民主主義人民共和國－蘇維埃社會主義共和國聯盟的雙邊關係。

## 历史

### 朝鮮－蘇聯關係

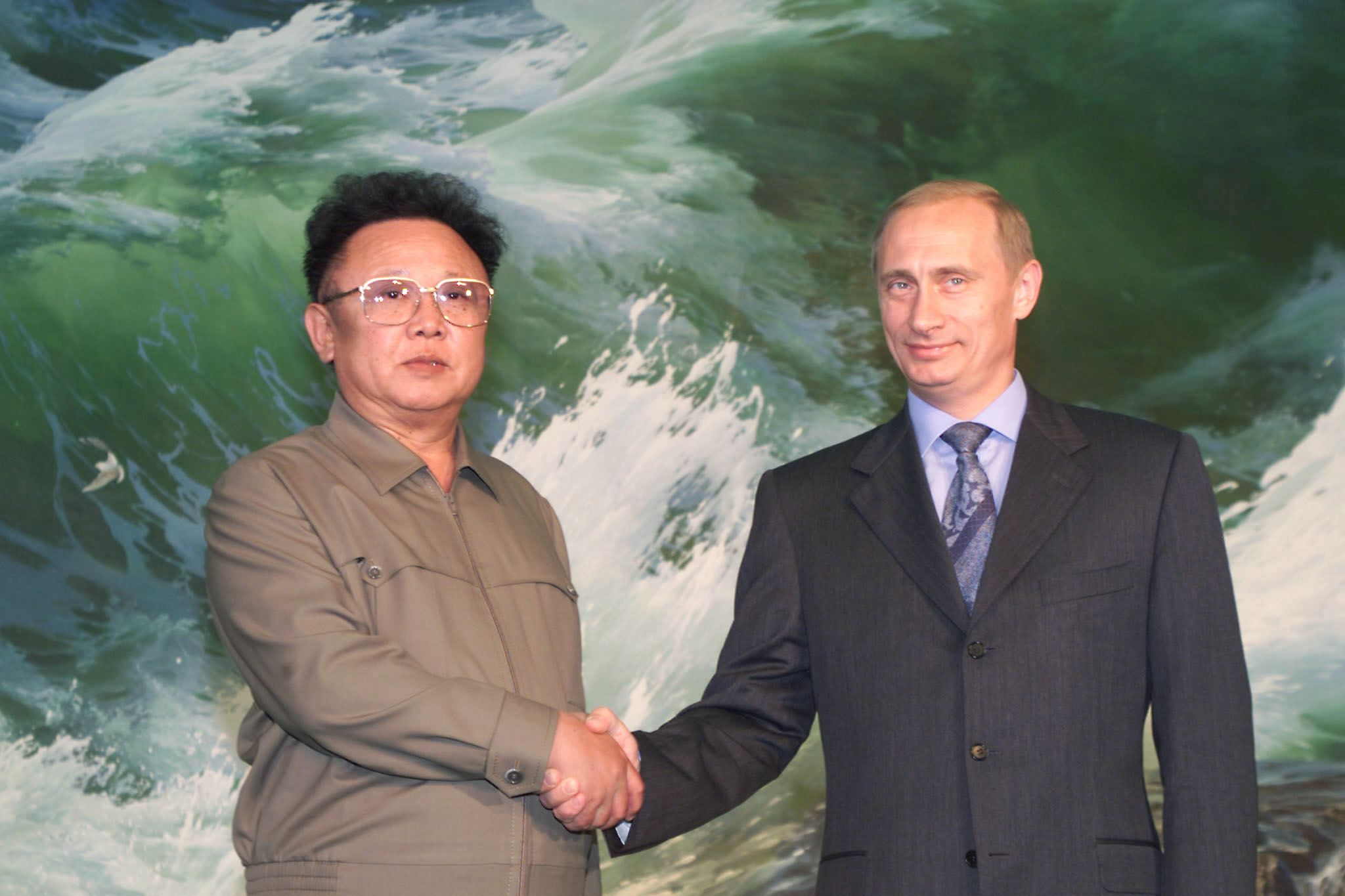
朝鮮勞動黨總書記金正日與俄羅斯總統普京會面（2000年）

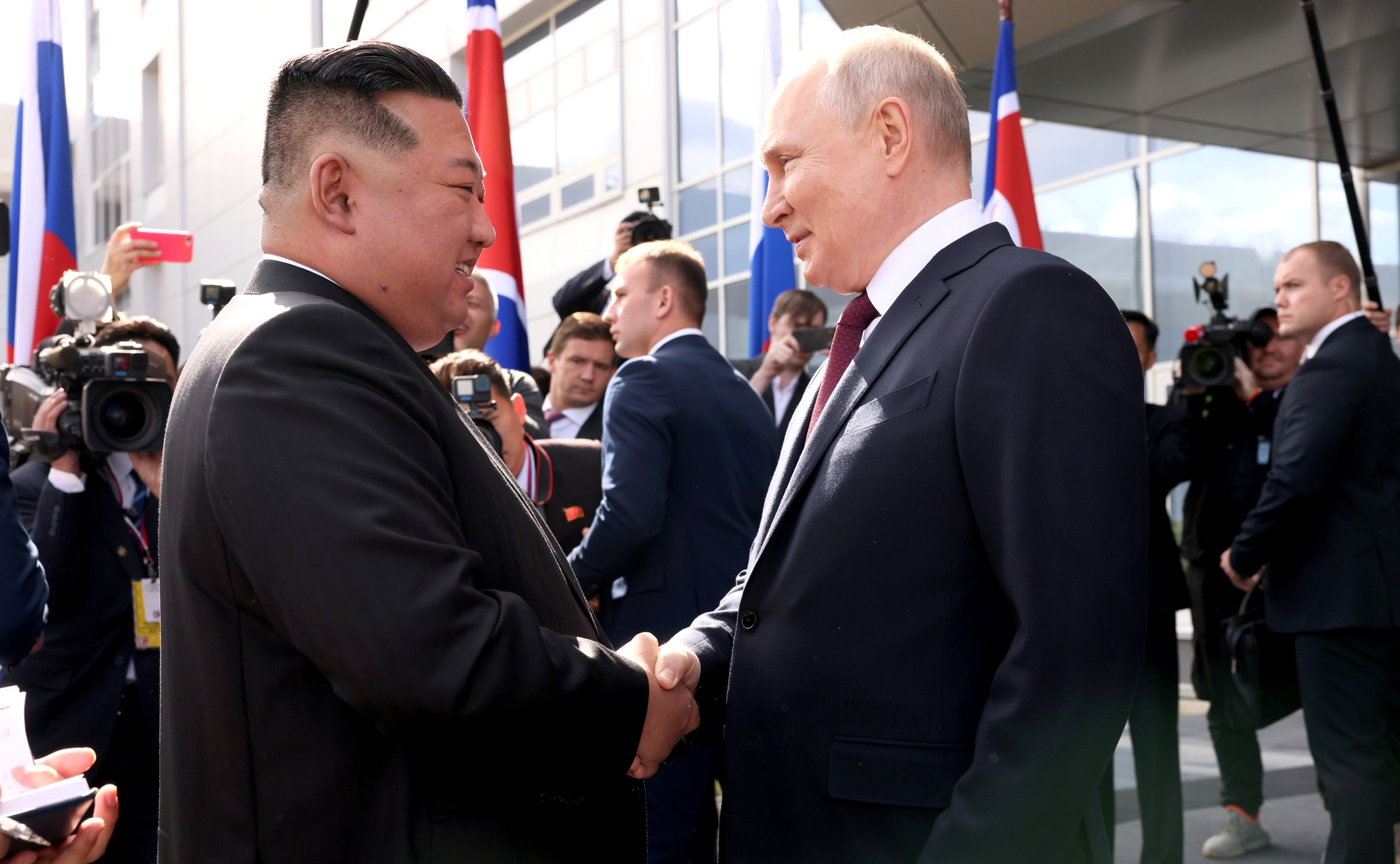
朝鮮勞動黨總書記金正恩在2023年9月與俄羅斯總統普京會談

1948年10月2日，约瑟夫·斯大林领导下的苏联在朝鲜半岛北部建立朝鲜民主主义人民共和国后，成为第一个与朝鲜建交的国家。在朝鲜战争中金日成得到了苏联和中国的巨大帮助，虽然朝鲜在战前希望达到的兩韓統一和其他的目标并没有实现，但正是由于这场战争，金日成得以继续统治朝鲜。在之后几十年冷战与中苏交恶的岁月里，尽管朝鲜与苏联有过多次矛盾，但双方关系总体上也较为稳定。金日成在1956年同时肃清了朝鲜劳动党内亲中国的延安派与亲苏联的苏联派，1960年代，朝鲜在中苏交恶后在敌对的苏联与中国之间左右逢源，来回摇摆，保障自身的最大利益，直到苏联与大韩民国建交。
1961年6月24日，朝鲜公布朝鲜劳动党委员长兼内阁首相金日成即将访问苏联，并签订《苏朝友好合作互助条约》。随即，中国邀请金日成于访苏后访华。7月，《中朝友好合作互助条约》签订，双方以中國45.5%，朝鲜54.5%的比例划分了中國與朝鲜边界在长白山地区的走向，朝鲜跟中国的反修主张一样，在内部文件中指责苏联共产党第一书记赫鲁晓夫为“在领袖（斯大林）坟墓上跳舞的人”“社会主义背信者”。1965年苏联加大援助以争取朝鲜，朝鲜倒向苏联。1968年1月23日，美国海军间谍船普韦布洛号在朝鲜东岸的元山外海进行情报搜集任务时，遭朝鲜方面勒令停船接受检查，并以非法入侵领海的理由逮捕，船长以及几名船员被击伤，一名船员死亡。经过外交谈判，1968年12月，美国接受朝鲜提出的要求，承认错误、道歉、保证不再发生此类事件，朝鲜同意释放人质但宣布没收该舰。82名被俘船员以及死亡船员的遗体在板门店移交给美方。苏联共产党总书记勃列日涅夫的政府对朝鲜此次事先未告知苏联的轻率挑衅行为非常不满。1970年，美苏缓和，苏联不再支持朝鲜对抗美国，中朝关系又迅速恢复，金日成历史性重访中国。
在朝鲜于中国和苏联之间左右逢源的数十年间，朝鲜和苏联高层领导人之间曾有过多次互访，例如1965年苏联部长会议主席柯西金率团访问朝鲜，1969年苏联最高苏维埃主席团主席波德戈尔内率团访朝；1977年1月朝鲜政务院总理朴成哲访苏，1981年朝鲜总理李钟玉率团参加当年3月的苏共二十六大，1984年5月朝鲜劳动党中央委员会总书记、国家主席金日成访问苏联。1986年是《朝苏友好合作互助条约》签订25周年，当年10月，金日成率团访问了苏联。苏联共产党总书记戈尔巴乔夫和金日成均对双边关系的良好前景作了展望。1987年“十月革命”70周年时，朝鲜出版了《戈尔巴乔夫文集》，并举办朝苏友好月和集会、展览等各种庆祝活动。1988年双方重要互访有：朝鲜人民武装力量部部长吴振宇率领军事代表团访苏、政务院副总理兼外交部长金永南访苏、海军司令金一哲率团访苏，苏联外长谢瓦尔德纳泽访朝。。
1988年，在苏共中央总书记戈尔巴乔夫与韩国总统卢泰愚的共同努力下，苏联宣布派团参加1988年汉城奥运会并准备与大韩民国建交，朝鲜与苏联之间的关系开始恶化。1990年9月30日韩国与苏联建交后，朝鲜政府发表声明，猛烈抨击苏联同韩国建交，指责苏联此举是因“改革”而陷入困境和混乱、走上衰退没落道路时发生的，指出苏联已不是过去坚持社会主义国际主义的苏联，而蜕变为其他性质的国家。朝鲜还指出，苏联同韩国建交的结果是从法律上承认朝鲜存在两个国家，从而采取了逆朝鲜统一行动的分裂主义行动。1990年12月，朝鲜通知苏方关闭其设在平壤的苏联新闻社和《共青团真理报》平壤分社。

### 朝鮮－俄羅斯關係
2000年7月19日，俄罗斯总统弗拉基米尔·普京首次访问朝鲜，与朝鲜劳动党总书记金正日举行会谈，恢复了因1990年苏联与韩国建交而中断的俄朝关系。
2006年10月14日，因为朝鲜成功进行了第一次核试验，中华人民共和国与俄罗斯联邦跟美国一起在联合国安理会投赞成票，使联合国安理会15个成员国一致通过谴责并制裁朝鲜的联合国安理会第1718号决议，2009年朝鲜第二次核试验成功，中华人民共和国与俄罗斯联邦跟美国一起再次在联合国安理会上投赞成票，通过谴责并制裁朝鲜的联合国安理会第1874号决议，2012年与2013年，中华人民共和国与俄罗斯联邦又先后跟美国一起在联合国安理会上赞成票，通过谴责并制裁朝鲜发射人造地球卫星光明星三号与进行第三次核试验的相关决议。2010年11月23日，俄罗斯外交部长谢尔盖·拉夫罗夫通过记者会谴责朝鲜炮轰韩国领土延坪岛。之后于11月25日再次谴责朝鲜对美国盟友韩国的炮击，称：“不能将韩国进行射击训练与朝鲜炮击平民居住的韩国领土相提并论。重要的是延坪岛事件造成人员伤亡。”不過，2014年初，俄罗斯吞并克里米亚半岛，朝鲜是少数承认克里米亚属于俄罗斯的国家之一。
直到2015年初平壤當局停止付款為止，俄羅斯允許朝鲜在其境內進行核子研究。日本學者古川勝久更指出，委員會握有俄羅斯違反決議，讓朝鮮科學家在其境內核子設施進行實驗的證據，2016年3月及11月，也是俄羅斯技術性地延緩安理會通過延長1718號決議的期限，以及新的2321號決議。2017年雙方先在1月底同意擴大鐵路網建設合作，以便更多朝鮮鐵路工人能進入俄羅斯工作。接著在三月下旬，由於俄羅斯擬定了讓更多朝鮮勞工進入的中長期計劃，兩國內政部門也為此舉行會議。
2022年俄罗斯入侵乌克兰后，朝鲜政府更表达了对俄罗斯军事行动的支持，也是与俄罗斯一道少数承认顿涅茨克、卢干斯克共和国的国家，并有意向两地派遣劳工。
2022年11月2日，俄罗斯和朝鲜时隔两年恢复因2019冠狀病毒病疫情中斷的铁路运输。
2023年9月13日，朝鲜劳动党总书记金正恩与俄罗斯总统普京在东方航天发射场會晤。金正恩表示朝鲜将把与俄罗斯的双边关系作为“头等大事”和外交政策的第一要务。“霸权主义势力”正企图破坏俄国家安全，朝方将与俄方一道对抗帝国主义，对俄罗斯政府采取的所有措施表示充分和无条件的支持，朝鮮永远与俄罗斯站在一起”。兩國關係這些年已明顯升溫，俄方也讓朝鮮政府團隊參觀其最新的戰機。並且普京接受了前往平壤的訪問，雙方互相交換了槍枝作為禮物，普京則贈送了一副太空手套。
2023年10月19日，俄罗斯外交部长拉夫罗夫与朝鲜外务相崔善姬会谈时表示，两国领导人九月会晤后，俄罗斯与朝鲜的关系达到了新的战略水平。
2024年1月17日，俄罗斯方面表示与朝鲜正在发展包括敏感领域在內的各个领域关系。
2024年6月19日，俄羅斯總統弗拉基米爾·普京訪問北韓，與和朝鮮勞動黨總書記金正恩會晤，並簽署《全面戰略夥伴關係條約》，規定於協議一方受到侵略時須互相提供援助，並加強安全、貿易和文化關係方面的合作。 金正恩宣佈，兩國關係已經升格為「同盟關係」。該條約後分別於同年10月24日、11月6日、11月9日、11月11日得到俄羅斯国家杜马、聯邦委員會、普京、金正恩批准。

#### 俄羅斯入侵烏克蘭
2024年10月，烏克蘭傳媒《基輔獨立報》引述不具名西方情報人士消息報道，北韓似乎已向俄羅斯派遣1萬名士兵，以加強俄羅斯對烏克蘭的戰爭努力，目前仍不清楚士兵的角色。
2024年10月31日，美国国务卿安东尼·布林肯在华盛顿举行的第六次韩美外长防长（2+2）会议上表示，近期情报表明，8000名朝鲜军人已祕密移至库尔斯克地区，接受俄方在炮兵、无人机、攻占战壕等方面的基本步兵作战训练，并领取军服和装备。他估计朝军士兵将被投入战争最前线，但数日内应该就会上战场。会议结束后，韩国外交部长官赵兑烈、韩国国防部长官金龙显、美国国防部部长劳埃德·奥斯汀和布林肯发表联合声明，以最严厉的措辞同声谴责朝俄军事合作，批评朝俄军事合作违背联合国安理会多项决议，同时加重乌克兰民众的痛苦，对印太地区和欧洲的稳定构成威胁。
2024年11月4日，乌克兰方面表示乌军在库尔斯克州与朝鲜援军交火。年輕士兵被抓後表示，他們表示以為是軍校國際交流，沒想到是上前線打仗。
2025年4月28日，朝鮮勞動黨中央軍事委員會發布消息，證實朝鮮勞動黨總書記金正恩以戰況符合啟動《俄朝全面戰略夥伴關係條約》第四條規定的條件為由，決定派遣朝鮮人民軍支援俄羅斯入侵烏克蘭，並強調參戰部隊為俄羅斯作出了重要貢獻。根據南韓方面情報，前後大約近三萬人輪調前線，造受約4000人的傷亡，北韓還發布了陣亡官兵覆蓋國旗的照片，證實其參戰。
因戰事導致遠東地區勞動力嚴重短缺，俄國還違反國際制裁，讓北韓向其輸出大量廉價工人，但據稱工地環境比起他們國內更惡劣，一年到頭幾乎沒有休息，另外有一些人藉此機會成功脫北。